# Borruk Khan
|  | Per a altres significats, vegeu «Burruk Khan». |

Borruk, Burruk o Borrak Khan (? - 1749) fou un kan kazakh de l'Horda Mitjana Kazakh (Orta Zhuz). Era fill de Tursun Khan (antic kan kazakh a Taixkent). Tursun era fill de Khudai Mendi, fill al seu torn de Kučuk, el pare del qual era Bukey, que probablement era el Bukey Sultan fill de Yadik esmentat en la biografia d'un kan de Kassímov. Yadik era el germà petit de Kasim Khan. Va ser proclamat kan per una part de l'Horda, i va fer el jurament de lleialtat a Rússia el 1743. L'enviament pels russos dels regals tradicionals va causar un conflicte diplomàtic quan Borrak va protestar perquè els havia portat un missatger en lloc d'un enviat com a Abilmambet Khan, i per aquesta causa va retornar el sabre i altres objectes enviats. El 1748 Abu l-Khayr Khan de l'Horda Petita Kazakh fou derrotat i mort per Borruk, i més tard aquest va saquejar la terra dels karakalpaks, que eren subjectes russos; per temor a la venjança d'aquestos, es va retirar cap a l'est i va ocupar les ciutats d'Ikan, Otrar i Sighnak; i en aquesta va establir el seu campament, però el 1749 fou enverinat allí juntament amb dos dels seus fills, mentre vivien a casa d'un cap religiós. Aquest crim fou, segurament, obra dels dzungars; però a petició de Nurali Khan, el fill d'Abu l-Khayr Khan.